# Kempiola maindroni
Kempiola maindroni är en insektsart som beskrevs av Lucien Chopard 1969. Kempiola maindroni ingår i släktet Kempiola och familjen syrsor. Inga underarter finns listade i Catalogue of Life.